# Icarealcyon malagasium
Icarealcyon malagasium è un pesce osseo estinto, appartenente ai parasemionotiformi. Visse nel Triassico inferiore (Olenekiano, circa 249-248 milioni di anni fa) e i suoi resti fossili sono stati ritrovati in Madagascar.

## Descrizione
Questo pesce era lungo circa 20 centimetri e possedeva un corpo piuttosto alto, caratterizzato da scaglie spesse rivestite di ganoina e di forma romboidale. La caratteristica principale di Icarealcyon era data dall'enorme sviluppo di tutte le pinne. La pinna dorsale era particolarmente ampia e allungata, mentre la pinna anale era più stretta ma eccezionalmente sviluppata in altezza. Le pinne pettorali erano molto ampie e allungate, mentre le pinne ventrali (anch'esse molto lunghe) erano insolitamente spostate in avanti. La pinna caudale, imperfettamente conosciuta, era comunque ampia ed è possibile che fosse fornita di un lobo inferiore più allungato. 

## Classificazione
Icarealcyon è un rappresentante dei parasemionotiformi, un gruppo di pesci ossei strettamente imparentati agli amiiformi ma esclusivi della parte inferiore e mediana del Triassico. Icarealcyon, in particolare, sembrerebbe almeno superficialmente simile a un altro parasemionotiforme dotato di pinne ampie, Albertonia.
Icarealcyon malagasium venne descritto per la prima volta da Beltan nel 1984, sulla base di resti fossili ritrovati nella zona di Ambodipo nel nordovest del Madagascar, in terreni risalenti al Triassico inferiore. 

## Paleoecologia
Secondo Beltan, Icarealcyon era in grado di utilizzare le sue ampie pinne come gli odierni pesci volanti per emergere dall'acqua e direzionarsi nel mezzo aereo. 